# Catocala conversa
Catocala conversa is een vlinder uit de familie van de spinneruilen (Erebidae). De wetenschappelijke naam van de soort is voor het eerst geldig gepubliceerd in 1783 door Esper.
Deze nachtvlinder komt voor in Europa.